# Cindy Dolenc
Cindy Corrine Dolenc (Ontario, 6 de agosto de 1976) es una actriz canadiense de televisión que se hizo conocida por su aparición en los últimos capítulos de la serie de TV La Femme Nikita en el papel de la cerebral agente, Kate Quinn.
Cindy Dolenc ha aparecido como actriz secundaria diversas películas, tales como: Girl X , Eyes Wide Shut , Love, Lust & Joy y en varios cameos televisivos.

## Filmografía
- River Sorrow (2011) ...Annie Locke
- Lola (2010)         ...Emily

### Participación en la serie TV La Femme Nikita(2000-2001)
- A Time for Every Purpose
- Let No Man Put Asunder
- The Evil That Men Do
- The Man Behind the Curtain
- All the World's a Stage
- A Girl Who Wasn't There
- Deja Vu All Over Again
- Up the Rabbit Hole
- Four Light Years Farther
- Face in the Mirror
- Time Out of Mind
- Toys in the Basement